# Amara Lakhous
Amara Lakhous (født 1970 i Algier) er en italiensk/algerisk forfatter, journalist og antropolog.
Lakhous blev født i 1970 i Algeriet af berberiske forældre, som det sjette barn i en børneflok på ni. Han gik fire år i koranskole i for at lære arabisk og lærte senere fransk i skolen. Lakhous læste på the Faculty for Philosophy i Algeriet, hvor han studerede algerisk identitet, religion, borgerkrigen og det patriarkalske samfund. Efter sit studie arbejdede Lakhous for en algerisk radiostation, hvor han, som så mange andre af sine journalistiske kolleger, følte sig truet på livet af islamister.
I 1995 besluttede han sig for at forlade Algeriet og tog til Rom. I 1999 udgav han sin første bog med titlen Le cimici e il pirata, som blev skrevet i Algeriet, men taget med til Italien). I Rom tog han sin anden uddannelse på universitetet Sapienza i Rom, hvor han studerede kulturantropologi. Hans afhandling omhandlede arabisk-muslimske indvandrere i Italien. Han boede i en periode indtil 2001 på Piazza Vittori. I Italien arbejdede han længe som mægler og oversætter i de italienske flygtningelejre.

## Forfatterskab
Lakhous skriver både på italiensk og på arabisk, og oversætter derudover også flere af sine bøger til andre sprog. Som han selv udtrykker på sin hjemmeside “arabiserer han det italienske og italianiserer det arabiske”, hvilket går ud på, at han for eksempel i den italienske udgave af “Scontro di civiltà per un ascensore a piazza Vittorio”, benytter arabiske fraser og ord, uden at uddybe betydelsen på italiensk. “Scontro di civiltà per un ascensore a piazza Vittorio”, oversat til Civilisationssammenstød over en elevator på piazza Vittorio, kan desuden siges at være hans mest kendte værk. “Scontro di civiltà per un ascensore a piazza Vittorio” er udgivet i 2006, og handler kort sagt om forskellige kultursammenstød mellem italienere og ikke-italienere, som bor i den samme bygning på Piazza Vittorio i Rom. Bogen er først skrevet på arabisk, og er bagefter oversat til italiensk.
Lakhous’ først udgivne bog (1999) er “Le cimici e il pirata”, oversat til engelsk “The bug and the Pirate”. Den blev ligesom “Scontro di civiltà per un ascensore a piazza Vittorio” udgivet én bog som både indeholder den arabiske og den italienske version.
Lakhous har derudover også skrevet følgende værk i 2010; “Divorzio all’islamica a viale Marconi”, som både er oversat til engelsk “Divorce islamic style”, tysk “Scheidung auf islamisch in der Via Marconi”, og fransk “Divorce à la musulmane à viale Marconi”.

## Oversættelser og priser
“Scontro di civiltà per un ascensore a piazza Vittorio” er blevet oversat til fransk (Actes Sud e Barzakj), til hollandsk (Mistral), til engelsk (Europa Editions –New York), til tysk (Wagenbach) og er blevet filmatiseret af regissøren Isotta Toso og udkom i de italienske biografer i maj 2008.
I 2006 vandt han priserne Premo Flaiano og Racalamare –Leonardo Sciascia.
I 2008 modtog han prisen Prix des Libraires Algériens (Prisen af de algeriske boghandlere), som er den vigtigste litteraturpris i Algeriet.